# Bandar bin Sa'ud Al Sa'ud
Bandar bin Saʿūd Āl Saʿūd (in arabo بندر بن سعود بن عبد العزيز آل سعود‎?; Riad, 2 gennaio 1926 – Madrid, 17 marzo 2016) è stato un principe e funzionario saudita, membro della famiglia reale Āl Saʿūd.

## Primi anni di vita e formazione
Il principe Bandar è nato a Riad il 2 gennaio 1926 ed era l'ottavo figlio del futuro re Sa'ud e di Jawariyah bint Madi al-Sudairy. Dopo aver studiato alla Scuola dei principi e in altri istituti della capitale, ha completato gli studi primari nel 1944. Nel 1948, ha conseguito il diploma di scuola superiore. Nel 1952 si è laureato in un'università turca.

## Carriera
Il principe Bandar bin Sa'ud è tornato in patria nei primi mesi del 1952, dove il padre, al momento principe ereditario, lo ha fatto assumere al Ministero dell'Interno. Pochi anni dopo, nel 1956, lo zio e poi principe ereditario Faysal lo ha nominato consigliere presso il ministero degli interni; incarico che ha mantenuto fino al suo ritiro nel 1981.

## Vita personale
Il principe era sposato e aveva tre figli.

## Morte e funerale
Bandar bin Sa'ud è morto a Madrid la mattina del 17 marzo 2016 all'età di 90 anni. Le preghiere funebri si sono tenute il 20 marzo nella moschea Imam Turki bin Abd Allah di Riyad e sono state guidate dal Gran Muftì ʿAbd al-ʿAzīz b. ʿAbd Allāh Āl al-Shaykh.